# Rachael Harris
Rachael Elaine Harris (født 12. januar 1968) er en amerikansk skuespiller og komiker.

## Udvalgt filmografi

### Film
- License to Wed (2007)
- Du Almægtige, Evan (2007)
- Tømmermænd i Vegas (2009)
- Natural Selection (2011)
- Nat på museet 3: Gravkammerets hemmelighed (2014)
- Freaks of Nature (2015)

### Tv-serier
- Sister, Sister (1998)
- Reno 911! (2003–09)
- New Girl (2012)
- Suits (2012–19)
- Lucifer (2016–2021)

## Privatliv
Harris har to sønner, født henholdsvis i 2016 og 2018, sammen med violinisten Christian Hebel, som hun blev separeret fra i 2019.